# Raide árabe contra Roma (846)
O raide árabe contra Roma foi um ataque realizado por piratas sarracenos em 846 contra a cidade de Roma. Os invasores atacaram os bairros próximos da cidade, saquearam as basílicas de São Pedro  e São Paulo Extramuros, mas não conseguiram invadir a cidade propriamente dita por causa da Muralha Aureliana.

## Contexto
Na década de 820, os árabes (chamados pelos italianos medievais de "sarracenos") começaram a conquista da Sicília. Em 842, forças árabes tentaram capturar Ponza, mas foram repelidos por uma frota combinada de Nápoles e Gaeta. Porém, no mesmo ano, tomaram Messina. Por volta da mesma época, Radelchis I de Benevento e Siconulfo de Salerno, rivais em uma guerra civil, contrataram mercenários árabes para lutar entre si na Campânia.

## Raide
Uma grande força zarpou da Campânia e desembarcou em Porto e Óstia em 846. Os árabes atacaram livremente enquanto a milícia romana recuava apressadamente para a segurança da muralha que envolvia a cidade.
Os invasores provavelmente conheciam os extraordinários tesouros de Roma da época, pois duas das mais sagradas — e ricas — basílicas romanas, a Antiga Basílica de São Pedro e a Basílica de São Paulo Extramuros, que ficavam fora da Muralha Aureliana, foram saqueadas, alvos fáceis. Os invasores saíram "transbordando de vasos litúrgicos e ricos relicários que abrigavam relíquias recentemente colecionadas" segundo os relatos.

## Consequências
Logo depois do evento, o papa Leão IV mandou construir uma poderosa muralha na margem direita do Tibre para proteger São Pedro. O território circundado pela nova muralha, defendida pelo Castel Sant'Angelo, foi batizado de "Cidade Leonina" em homenagem ao papa e passou a ser considerado uma cidade distinta, com administração própria. O território se juntou à cidade no século XVI, tornando-se o décimo-quarto rione de Roma, Borgo.
Em 849, outro raide árabe contra o porto de Roma, Óstia, foi repelido, a última vez que a cidade foi atacada por uma frota árabe.
Saracinesco, localizada a cerca de 40 quilômetros a nordeste de Roma, foi fundada pelos árabes que participaram deste raide em 846.